# Monte Capanne e promontorio dell'Enfola
Monte Capanne e promontorio dell'Enfola este o arie protejată (arie specială de conservare — SAC, sit de importanță comunitară — SCI, arie de protecție specială avifaunistică — SPA) din Italia întinsă pe o suprafață de 6.756 ha, integral pe uscat.

## Localizare
Centrul sitului Monte Capanne e promontorio dell'Enfola este situat la coordonatele 42°46′41″N 10°11′07″E / 42.778056°N 10.185278°E.

## Înființare
Situl Monte Capanne e promontorio dell'Enfola a fost declarat sit de importanță comunitară în iunie 1995 pentru a proteja 33 de specii de animale. Alte tipuri de protecție:
- arie de protecție specială avifaunistică (în martie 2004)[2]
- arie specială de conservare (în decembrie 2016)[1][3][4]

## Biodiversitate
Situată în ecoregiunea mediteraneană, aria protejată conține 17 habitate naturale: Lande oro-mediteraneene cu formațiuni endemice de grozamă, Păduri de Quercus ilex și Quercus rotundifolia, Ape oligotrofe în general din solurile nisipoase vest-mediteraneene, cu un conținut foarte redus de minerale, cu Isoetes spp., Pante stâncoase silicioase cu vegetație casmofită, Păduri de Castanea sativa, Pseudostepă cu ierburi și specii anuale de Thero-Brachypodietea, Roci stâncoase cu vegetație pionieră de Sedo-Scleranthion sau Sedo albi-Veronicion dillenii, Formațiuni scunde de Euphorbia în apropierea falezelor, Grohotișuri termofile și vest-mediteraneene, Păduri de pin mediteraneene cu pini mezogeni endemici, Vegetație anuală la limita mareei, Tufărișuri termo-mediteraneene și de pre-deșert, Faleze cu vegetație de Limonium spp. endemic de pe coastele mediteraneene, Păduri aluvionare cu Alnus glutinosa și Fraxinus excelsior (Alno-Padion, Alnion incanae, Salicion albae), Matorral arborescenți cu Juniperus spp., Peșteri marine scufundate complet sau parțial, Iazuri temporare mediteraneene.
La baza desemnării sitului se află mai multe specii protejate:
- păsări (29): Alectoris rufa, fâsă-de-câmp (Anthus campestris), Apus pallidus, caprimulg (Caprimulgus europaeus), Carduelis citrinella, rândunică roșcată (Cecropis daurica), șerpar (Circaetus gallicus), erete vânăt (Circus cyaneus), porumbel (Columba livia), corb (Corvus corax), prepeliță (Coturnix coturnix), șoim călător (Falco peregrinus), vânturel roșu (Falco tinnunculus), sfrâncioc roșiatic (Lanius collurio), Larus audouinii, ciocârlie de pădure (Lullula arborea), mierlă de piatră (Monticola saxatilis), mierlă albastră (Monticola solitarius), pietrar mediteranean (Oenanthe hispanica), pietrar sur (Oenanthe oenanthe), ciuf-pitic (Otus scops), viespar (Pernis apivorus), Phalacrocorax aristotelis desmarestii, Prunella collaris, Sylvia conspicillata, Sylvia sarda, silvie de tufiș (Sylvia undata), Tachymarptis melba, fluturașul de stâncă (Tichodroma muraria)
- mamifere (2): liliacul mare cu potcoavă (Rhinolophus ferrumequinum), liliacul mic cu potcoavă (Rhinolophus hipposideros)
- nevertebrate (1): croitorul mare al stejarului (Cerambyx cerdo)
- reptile (1): Euleptes europaea

Pe lângă speciile protejate, pe teritoriul sitului au mai fost identificate 35 de specii de plante, 1 specie de păsări, 3 specii de amfibieni, 5 specii de mamifere, 26 de specii de nevertebrate, 5 specii de reptile.